# Vườn quốc định Oga
Quốc lập vườn quốc gia Oga (男鹿国定公園 Oga Kokutei Kōen) là một quốc lập vườn quốc gia nằm trên bán đảo Oga thuộc tỉnh Akita, xa về phía Tây Bắc của Nhật Bản. Nơi đây nằm hoàn toàn trong phạm vi thành phố Oga và có diện tích là 81,56 km², tương đương với khoảng 1/3 tổng diện tích của thành phố Oga. Quốc lập vườn quốc gia Oga được xếp hạng là khu bảo tồn cảnh quan (loại V) theo IUCN.
Khu vực này trở thành quốc lập vườn quốc gia vào ngày 15 tháng 5 năm 1973. Giống như tất cả các quốc lập vườn quốc gia khác tại Nhật Bản, nó được quản lý bởi chính quyền cấp tỉnh, trong trường hợp này là chính quyền tỉnh Akita.

## Godzilla Rock (Oga)
Khu vực phía nam của bán đảo Oga có một nơi cheo leo, hiểm trở được gọi là mũi Shiosezaki. Tại đây, một trong những tảng đá bị xói mòn với hình thù kỳ lạ có biệt danh là Godzilla Rock do hình dáng của nó giống với quái vật hư cấu Godzilla, có thể được tìm thấy ở tọa độ 39°51′30,2″B 139°45′22,2″Đ / 39,85°B 139,75°Đ. Khi mặt trời lặn vào hoàng hôn, nó sẽ tạo nên hình ảnh một con quái vật đang thổi ra lửa. Tháng 4 và tháng 10 là những thời điểm tốt nhất để chụp ảnh quái vật thổi ra lửa. Những tảng đá bị xói mòn khác được đặt tên lần lượt là Godzilla's Tail Rock, Gamera Rock, Turtle Rock, Twin Rocks và Sailboat Rock.

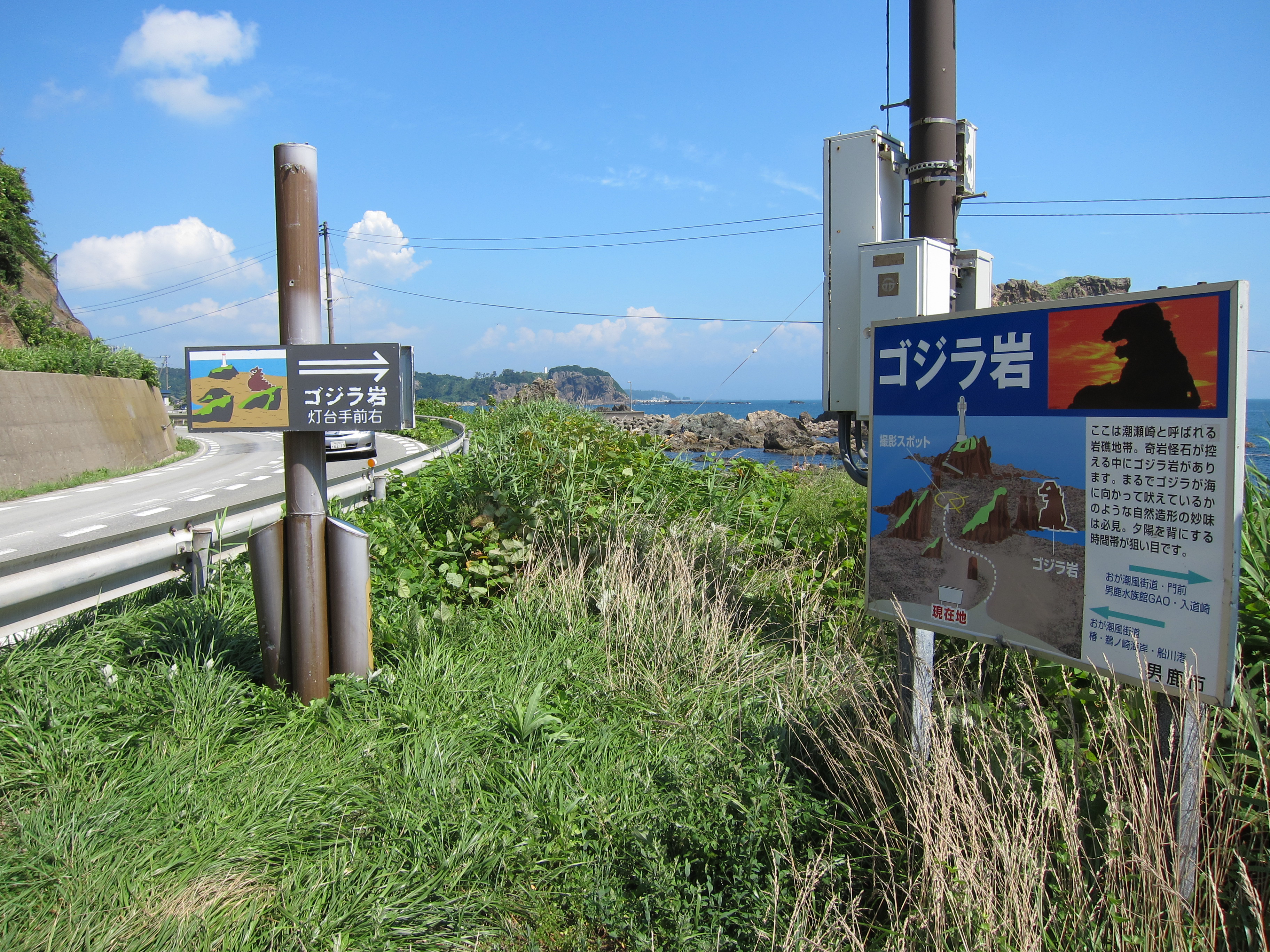
Bảng hiệu về Godzilla Rock
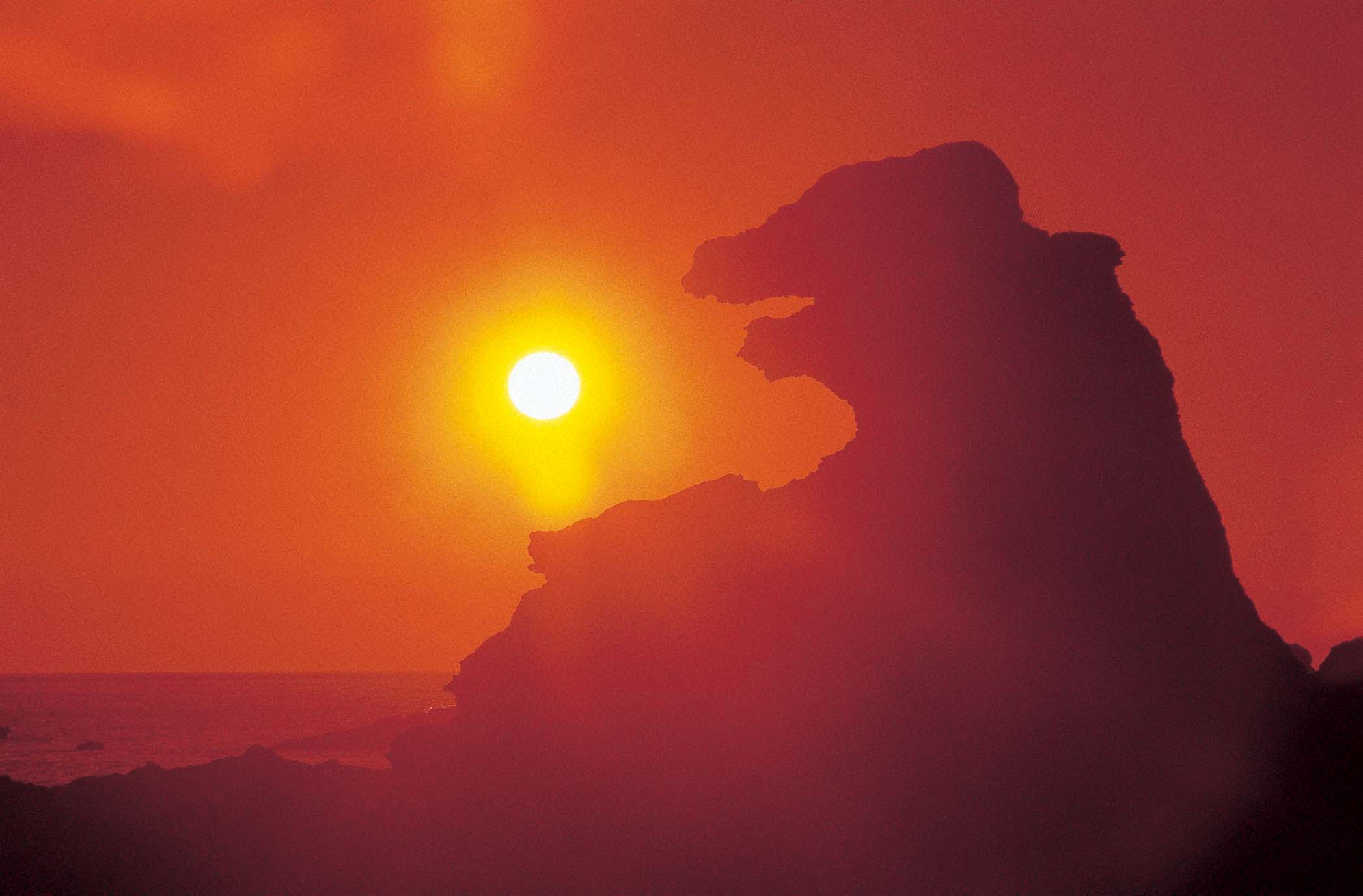
Godzilla Rock năm 2008
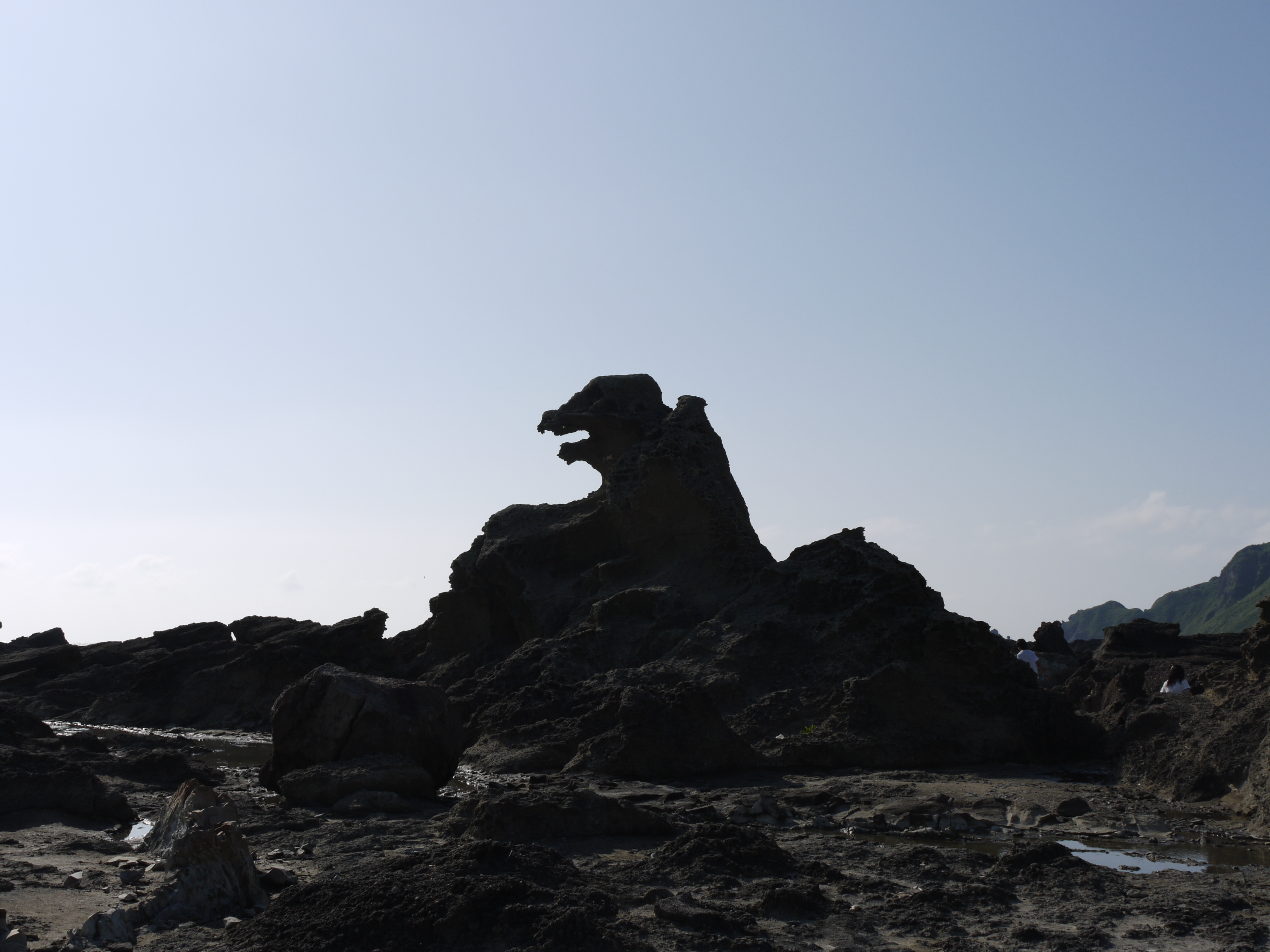
Godzilla Rock năm 2009
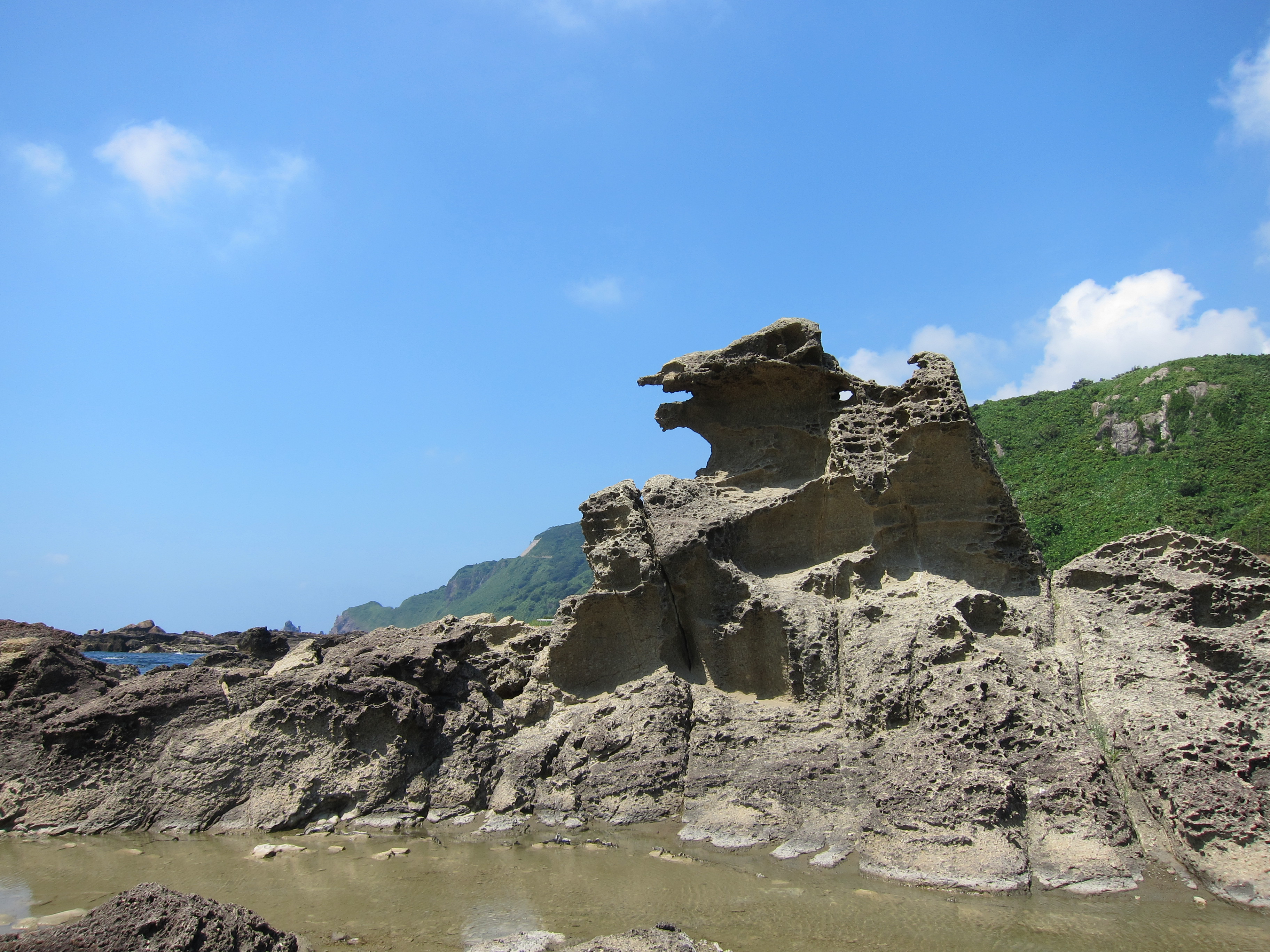
Godzilla Rock năm 2013
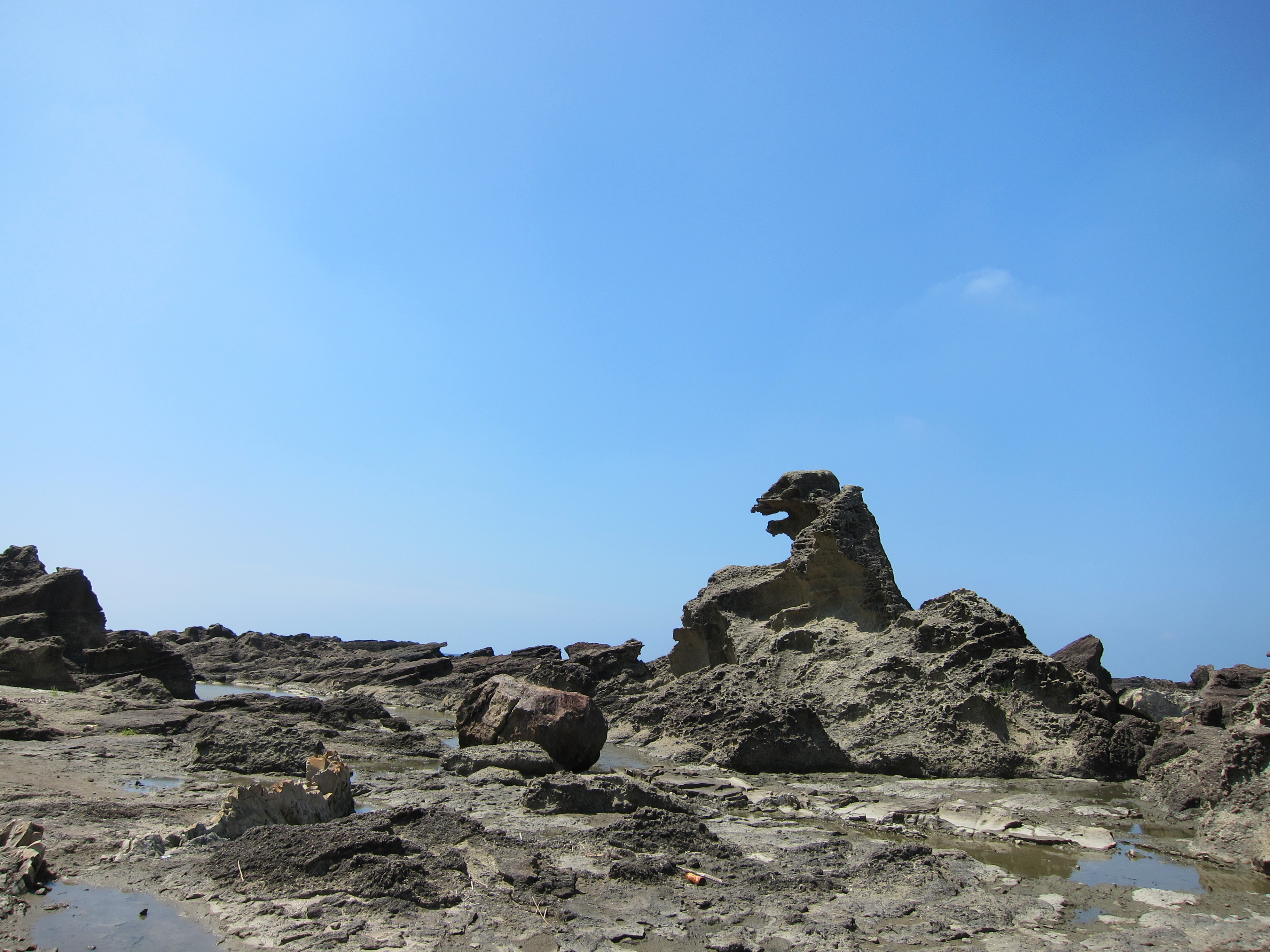
Godzilla Rock năm 2013
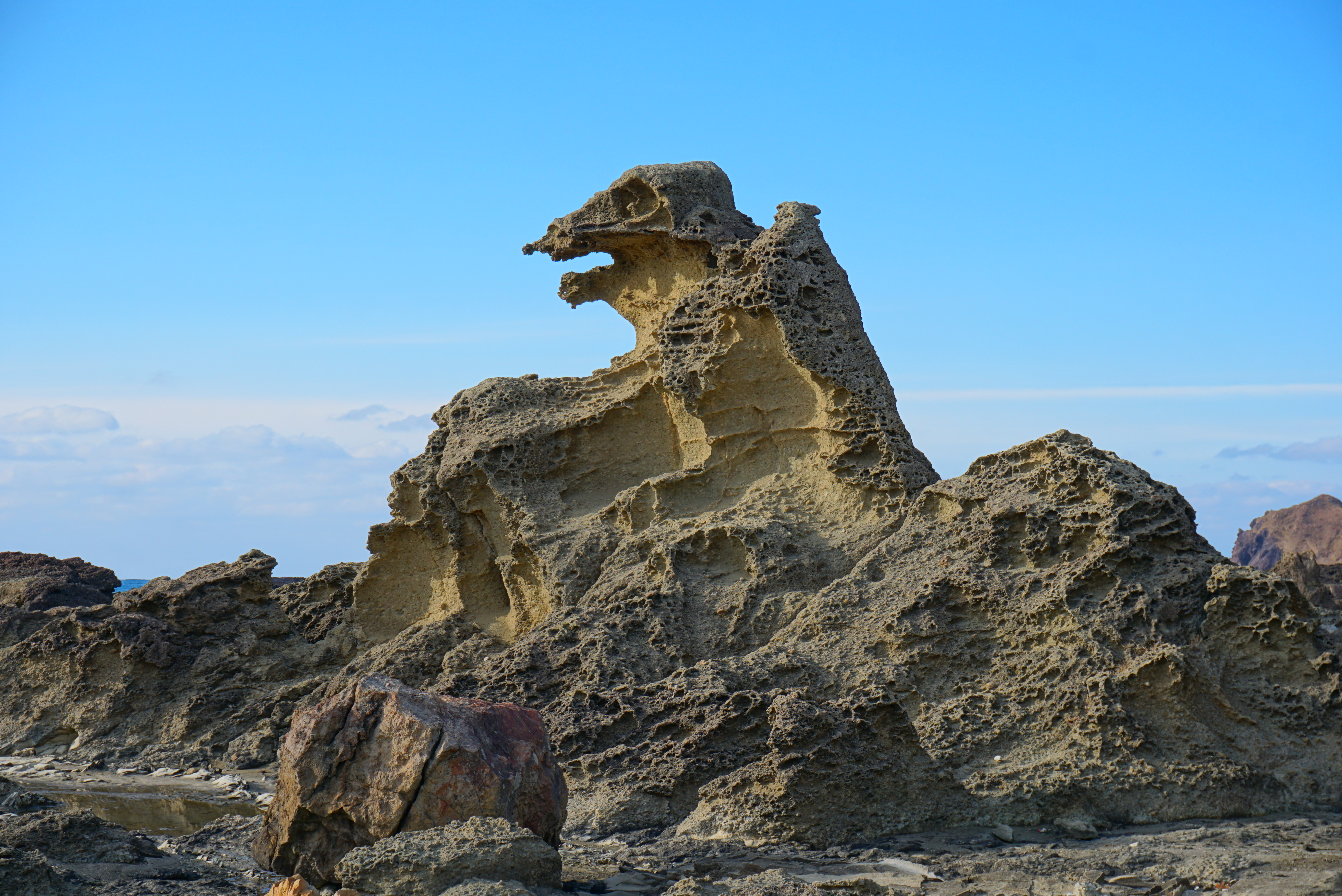
Godzilla Rock năm 2020
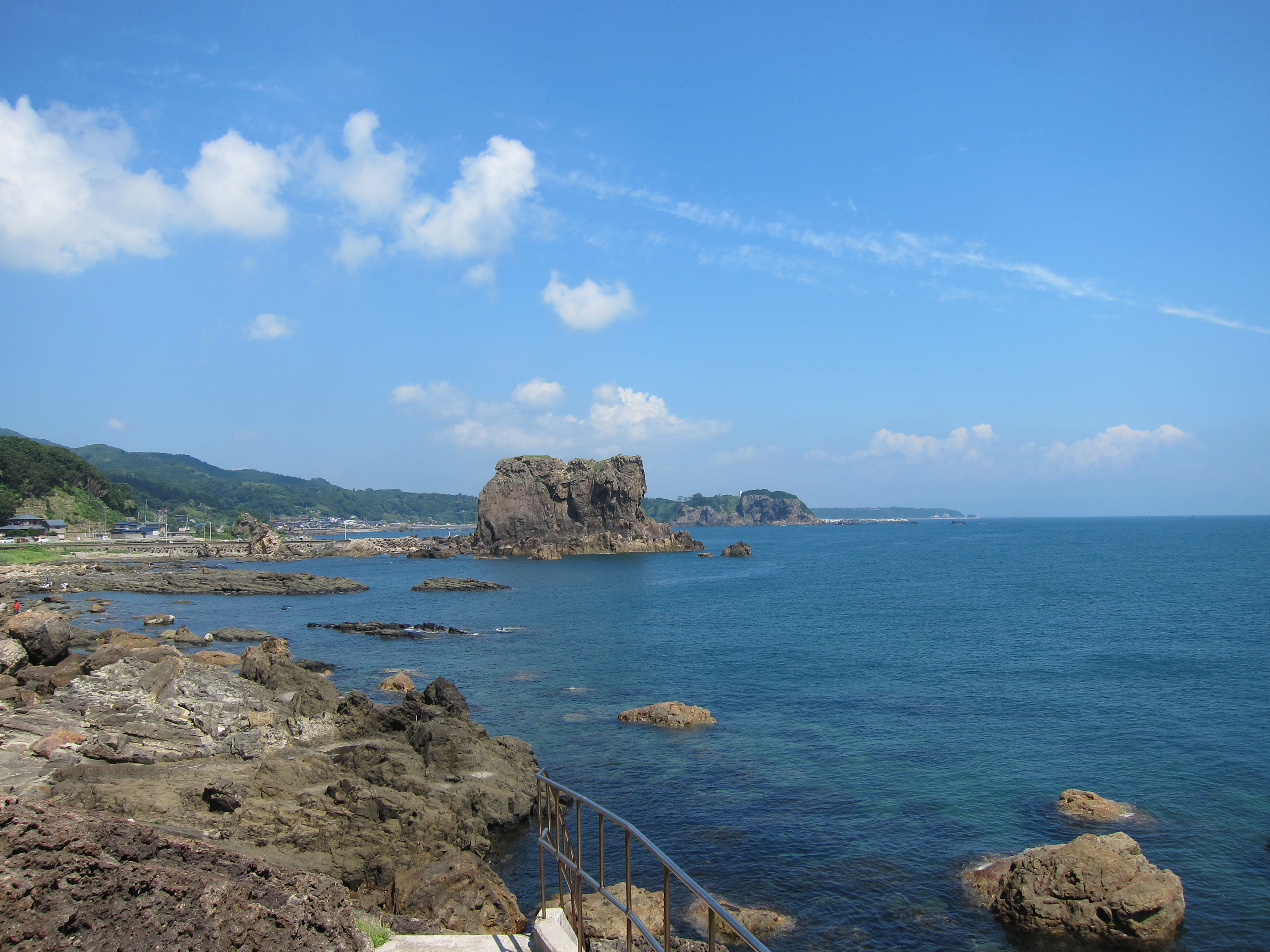
Sailboat Rock (30 mét)
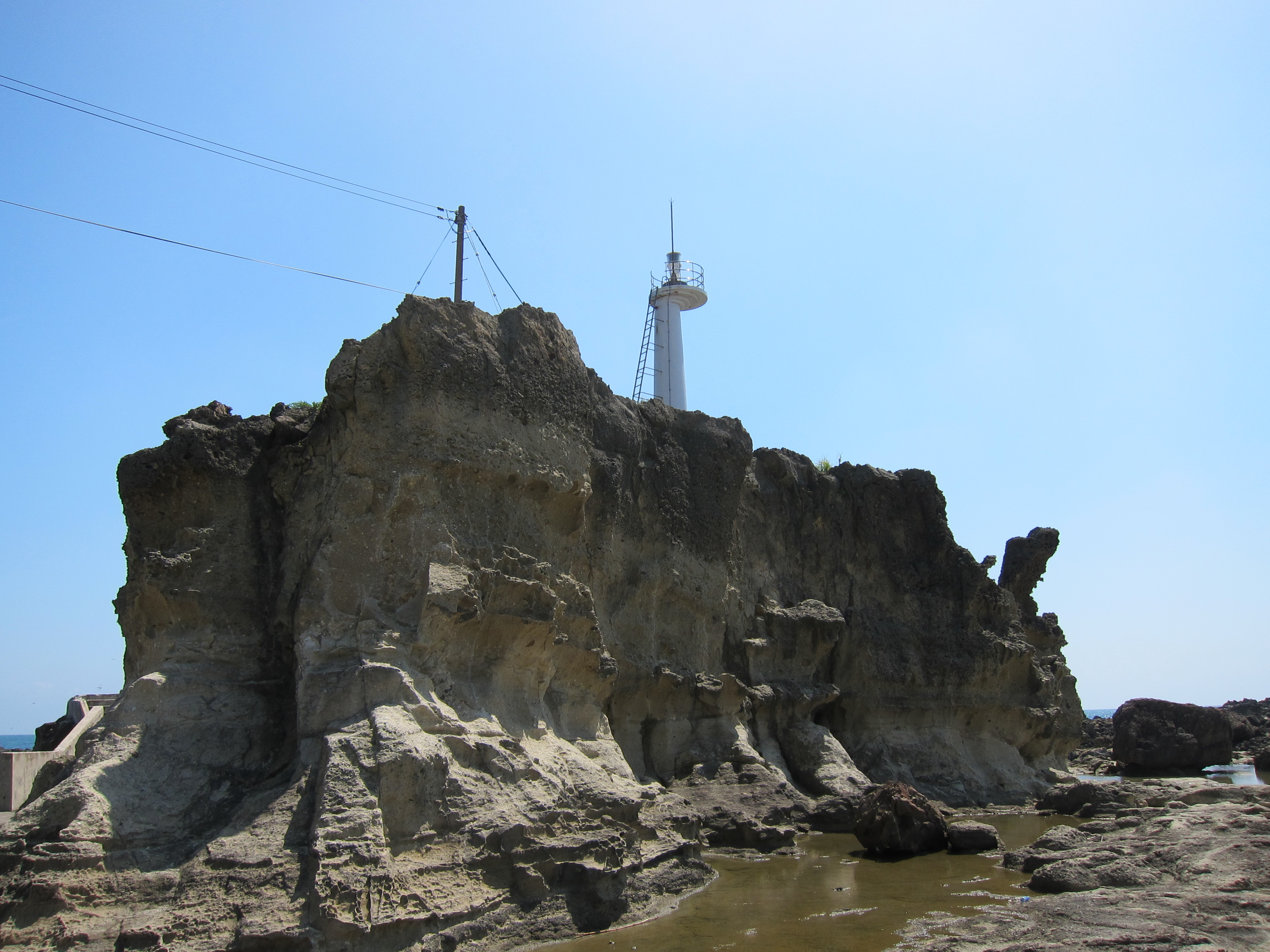
Hải đăng Shiosezaki nằm trên Turtle Rock